# Le Revest-les-Eaux
Le Revest-les-Eaux – miejscowość i gmina we Francji, w regionie Prowansja-Alpy-Lazurowe Wybrzeże, w departamencie Var.
Według danych na rok 1990 gminę zamieszkiwały 2704 osoby, a gęstość zaludnienia wynosiła 112 osób/km² (wśród 963 gmin regionu Prowansja-Alpy-W. Lazurowe Le Revest-les-Eaux plasuje się na 220. miejscu pod względem liczby ludności, natomiast pod względem powierzchni na miejscu 421.).